# Vin Scully
Pour les articles homonymes, voir Scully.
Vincent Edward Scully dit Vin Scully, né le 29 novembre 1927 à New York et mort le 2 août 2022, est un commentateur sportif de radio et de télévision américain. Il a été le commentateur officiel, de 1950 à 2016, des matchs de baseball des Dodgers de Brooklyn puis des Dodgers de Los Angeles. 
Ces 67 saisons consécutives à commenter les matches d'une même franchise de sport constituent un record dans le monde du sport et des médias.

## Biographie
Vin Scully grandit dans le Bronx, l'arrondissement de New York où il est né, et à Washington Heights, un quartier de Manhattan. Sa mère, Bridget, est irlandaise. Son père Vincent Aloysius Scully, un marchand de soieries, succombe à une pneumonie alors que Vin est âgé de 4 ans. Il est élevé par sa mère et le compagnon de celle-ci, un marin anglais du nom d'Allan Reeve. Scully étudie la radio à l'université Fordham et en sort diplômé en 1949. Durant ses années d'études, il participe au lancement, en 1947, de la station de radio WFUV, sur laquelle il sera commentateur attitré des matches de baseball, football américain et basket-ball des Rams de Fordham, équipes sportives de l'université. Peu avant d'être diplômé, il commence ses recherches d'emploi et se voit proposer un poste à WTOP, station de radio de classe A, du réseau CBS, basée à Washington D.C.. 
Il débute en 1950 et en 1955 les Dodgers de Brooklyn remportent leur première Série mondiale : Ladies and gentlemen, the Brooklyn Dodgers are the champions of the world. Pendant tout l'hiver 1955-56, la seule question qu'entend Vin est : comment avez-vous pu rester aussi calme en annonçant ce triomphe ? Et Scully de répondre : « Si j'avais ajouté un mot de plus, j'aurais pleuré. » (If I had said another word, I would have cried).
Nommé 38 fois meilleur journaliste sportif de Californie, il reçoit le Prix Ford C. Frick du Temple de la renommée du baseball en 1982 et un Emmy Award pour l'ensemble de sa carrière. Il est élu au Radio Hall of Fame en 1995 et est désigné meilleur journaliste sportif de télévision du XXe siècle par l'American Sportscasters Association en 2000.
Dans son ouvrage Voices of Summer (2005), Curt Smith classe Vin Scully à la première position de son classement des 100 meilleurs commentateurs de baseball à la télévision ou à la radio avec la note maximum de 100 sur 100, devant Mel Allen (99), Ernie Harwell (97), Jack Buck (96) et Red Barber (95).
Jerry Doggett a co-animé avec Scully pendant 31 ans (1957-1987) avant que Don Drysdale ne le remplace en 1988. En 1993, Scully doit annoncer en ondes le décès de Drysdale, qui a succombé à un arrêt cardiaque dans sa chambre d'hôtel de Montréal lors d'un déplacement du duo pour un match entre les Dodgers et les Expos.
Durant ses dernières années de travail, Scully, octogénaire, décrit les parties locales des Dodgers et limite ses déplacements aux matchs à l'extérieur disputés en Californie où dans les États rapprochés, notamment l'Arizona. Il décrit environ 100 matchs par saison. Vers la fin de sa carrière, il ne signe que des contrats d'un an et informe éventuellement s'il sera de retour pour une année supplémentaire.
Le 23 août 2013, Scully indique son intention de continuer la description des matchs des Dodgers pour la saison 2014 pour une 65e année. Le 29 juillet 2014, il confirme qu'il reviendra l'année suivante, en 2015, pour sa 66e saison. Le 28 août 2015, il annonce son retour pour une 67e saison en 2016. Le 29 août 2015, Scully mentionne que la saison 2016 sera possiblement sa dernière. En novembre 2015, sa décision semble prise et il informe que 2016 sera sa 67e et dernière année au micro.
Il décrit son dernier match le 2 octobre 2016 lorsque les Dodgers visitent les Giants à San Francisco, 80 ans jour pour jour après être devenu à l'âge de 8 ans un jeune partisan des Giants de New York dans le Bronx où il a grandi.
Le 11 avril 2016, l'adresse du Dodger Stadium devient officiellement 1000 Vin Scully Avenue ; l'Elysian Park Avenue étant renommée à son nom pour honorer sa dernière saison à commenter les matches des Dodgers de Los Angeles. Le 22 novembre 2016, il reçoit la médaille présidentielle de la Liberté, la plus haute décoration civile décernée par le président des États-Unis.
Vin Scully est père de quatre enfants : trois avec sa première épouse, Joan, décédée en 1972 ; un autre né de sa seconde épouse Sandra, une mère de deux enfants nés d'une précédente union avec qui il convole à la fin de 1973.
Il meurt le 2 août 2022 à l'âge de 94 ans à son domicile.